# Милан Атанасковић
Милан Атанасковић (Београд, 1961) је српски уметник који живи у Француској.

## Биографија
Рођен у Београду, похађао ниже разреде основне школе у Рабату, Мароко, завршио ОШ „Радоје Домановић” на Новом Београду и Пету београдску гимназију. Похађао је курс цртања у Шуматовачкој. Дипломирао на одеску за сликарство Факултета ликовних уметности у Београду, магистрирао на вајарском одсеку истог факултета (у класама сликара Живојина Туринског, Момчила Антоновића и вајара Милорада Тепавца). Студијски боравио на париском Бозару у класи Владимира Величковћа. Студирао је Историју уметности на Филозофском факултету. Члан је УЛУС-а од 1986 године. Аутор је више самосталних и учесник у многим групним изложбама.
Атанасковић је организатор и уредник програма клуба Академија од 1982. до 1986. и од 1995. до 2000.
Оснивач и је Главни и одговорни уредник телевизије АРТ ТВ - канал културе од 1991. до 2003, сателитског канала Арт Чанел од 2004. до 2011. и интернет програма О Арт од 2012. до данас.
Од 2006. године живи и ради у Француској. Члан је уметничких асоцијација Арт ТВ и Блок-Хаус.

## Стваралаштво
Истраживања и деловања у уметности и култури Милана Атанасковића указују на развој уметничких тактика од уметности еклектичког постмодерног фигуративног сликарства, преко уметности амбалажног и објективног класифковања ентропијских трагова кутуре, до инсталација и системског уметничког и пара-научног (сајенс-арт) рада (истраживања) на СИСТЕМУ ЗЕРО (потрошња, ентропија, празнина)." / М. Шуваковић, СИСТЕМ ЗЕРО Митологија и политика потрошње, ентропије и празнине у уметничким радовима Милана Атанасковића.
Милан Атанасковић делује на више различитих нивоа и праваца кретања, у, ка, унутар или изван уметности, тако да се његова излагачка активност простире не само на конвенционално схваћено галеријско излагање, већ и у граничним сферама деловања у култури или ономе што би она могла бити, у њеним дефункционализованим остатцима, као што су градске рушевине, магацини или недовршени грађевински објекти, дворишта или подруми, али исто тако медији, клубови или простори интернета као уметнички рад интегрисан у процес свакодневице.

## Важније самосталне изложбе и пројекти
- 1985. Париз, Цртежи / са Александром Шарановић и Небојшом Вукадиновићем;
- 1986. Београд, „Меланхолија” / са Александром Шарановић, Галерија ФЛУ;
- 1987. Сомбор, Слике, Галерија Дома ЈНА, 1988. Београд, „Такхар”, Галерија СКЦ;
- 1989. Београд, „Омен”, Омен; 1991. Београд, "Робин Худ", Магацин у Дунавској улици;
- 1994. Београд, „Стандардбетон”, Галерија Стара капетанија и срушена фабрика Стандарбетон;
- 1995. Београд, „Европа”, Галерија Дома омладине;
- 1995. Београд, „Музеј индустријске археологије”, Стара шећерана;
- 2000. Београд, „Зеро”, Салон Музеја савремене уметности;
- 2001. Београд, „Модул”, Плато испред Народног музеја;
- 2001. Београд, Синтаксе смрти, Конак књегиње Љубице;
- 2003./2004. Париз, Галерија Арткор - више самосталних и групних излoжби[3];
- 2005. Париз, Арт Чанел, Галерија Арткор[4];
- 2011. Париз, Стритвидеоарт, Ларкад галерија;
- 2012. Париз, О Арт, Галерија 13 Севиње[5];
- 2013. Париз, Дистрибуирана утопија, Галерија Бели пројекат и друге. Важније групне изложбе и пројекти[6]:
- 2007 — 2011. Париз, Мадрид, Лисабон, „Раскршћа”, интернационална изложба;
- 2009 — 2019. више групних и самосталних пројеката са асоцијацијом Блок-Хаус и Општином града Со.
- 2015. започиње десетогодишњи пројекат „Циркумнавигација као уметност”.